# Crème de cassis
Crème de cassis este un lichior dulce, de culoare roșu închis, preparat din coacăze.

## Ingrediente
Coacăzele negre sunt zdrobite și lăsate la macerat în alcool etilic, cu adaos de zahăr ulterior.

## Origine și Producție
Versiunea modernă a băuturii a apărut pentru prima dată în 1841.
În timp ce crème de cassis este o specialitate din Burgundia, ea este astfel făcută în Anjou, Luxemburg, Quebec și Tasmania.
Calitatea crème de cassis depinde de varietatea de fructe utilizate, conținutul de boabe, și procesul de producție. În cazul în care este etichetat ca "Crème de Cassis de Dijon", este garantat din fructe de pădure din comuna Dijon. Din 1997, un sindicat a încercat să obțină de la "Appellation d'origine contrôlée" pentru "Crème de Cassis de Bourgogne", care ar garanta originea și varietatea și cantitatea fructelor de pădure utilizate la producerea sa.

## Vânzări
Aproape 16 milioane de litri de crème de cassis sunt produși anual. Se consumă cea mai mare parte în Franța, dar este și exportat.

## În cultura populară
Este o băutură preferată de detectivul fictiv Hercule Poirot.